# IXe législature de l'Assemblée de Madrid
La IXe législature de l'Assemblée de Madrid est un cycle parlementaire de l'Assemblée de Madrid, d'une durée de trois ans et dix mois, ouvert le 7 juin 2011 à la suite des élections du 22 mai 2011 et clos le 31 mars 2015.

## Bureau
| Poste                    | Titulaire                    | Parti | Parti    |
| ------------------------ | ---------------------------- | ----- | -------- |
| Président                | José Ignacio Echeverría      |       | PPCM     |
| Premier vice-président   | Cristina Cifuentes           |       | PPCM     |
| Premier vice-président   | Rosa Posada (02.02.2012)     |       | PPCM     |
| Premier vice-président   | Jacobo Beltrán (13.11.2014)  |       | PPCM     |
| Deuxième vice-président  | Juan Barranco                |       | PSM-PSOE |
| Deuxième vice-président  | Amparo Valcarce (05.02.2015) |       | PSM-PSOE |
| Troisième vice-président | Antero Ruiz                  |       | IU       |
| Premier secrétaire       | Jacobo Beltrán               |       | PPCM     |
| Premier secrétaire       | Isabel Redondo (13.11.2014)  |       | PPCM     |
| Deuxième secrétaire      | Enrique Normand              |       | UPyD     |
| Troisième secrétaire     | Carlos González              |       | PPCM     |

## Groupes parlementaires
| Nom | Nom                       | Début | Fin | Porte-parole                                |
| --- | ------------------------- | ----- | --- | ------------------------------------------- |
|     | Populaire                 | 72    | 72  | Íñigo Henríquez de Luna                     |
|     | Socialiste                | 36    | 36  | Tomás Gómez José Manuel Franco (16.02.2015) |
|     | Izquierda Unida-Les Verts | 13    | 13  | Gregorio Gordo                              |
|     | UPyD                      | 8     | 8   | Luis Velasco                                |

## Gouvernement et opposition

### Investiture d'Aguirre
| Candidat                 | Date                                    | Vote       |      |          |       |      | Résultat |
| Candidat                 | Date                                    | Vote       | PPCM | PSM-PSOE | IU-LV | UPyD | Résultat |
| Esperanza Aguirre (PPCM) | 15 juin 2011 (majorité absolue requise) | Oui        | 72   |          |       |      | 72 / 129 |
| Esperanza Aguirre (PPCM) | 15 juin 2011 (majorité absolue requise) | Non        |      | 36       | 13    | 8    | 57 / 129 |
| Esperanza Aguirre (PPCM) | 15 juin 2011 (majorité absolue requise) | Abstention |      |          |       |      | 0 / 129  |

### Investiture de González
| Candidat                | Date                                         | Vote       |      |          |       |      | Résultat |
| Candidat                | Date                                         | Vote       | PPCM | PSM-PSOE | IU-LV | UPyD | Résultat |
| Ignacio González (PPCM) | 26 septembre 2012 (majorité absolue requise) | Oui        | 72   |          |       |      | 72 / 129 |
| Ignacio González (PPCM) | 26 septembre 2012 (majorité absolue requise) | Non        |      | 34       | 11    | 8    | 53 / 129 |
| Ignacio González (PPCM) | 26 septembre 2012 (majorité absolue requise) | Abstention |      |          |       |      | 0 / 129  |
| Ignacio González (PPCM) | 26 septembre 2012 (majorité absolue requise) | Absents    |      | 2        | 2     |      | 4 / 129  |

## Désignations

### Sénateurs
| Parti | Parti                               | Sénateurs désignés              | Voix |
| ----- | ----------------------------------- | ------------------------------- | ---- |
| PP    |                                     | Beatriz María Elorriaga Pisarik | 104  |
| PP    | Francisco Granados Lerena           |                                 | 104  |
| PP    | María Gádor Ongil Cores             |                                 | 104  |
| PP    | Luis Peral Guerra                   |                                 | 104  |
| PP    | María Elvira Rodríguez Herrer       |                                 | 104  |
| PSOE  |                                     | Tomás Gómez Franco              | 104  |
| PSOE  | Carmen Menéndez González-Palenzuela |                                 | 104  |

- Désignation : 29 juin 2011.
- Elvira Rodríguez (PP) est remplacée en décembre 2011 par Esteban Parro avec 102 voix favorables.
- Tomás Gómez (PSOE) est remplacé en décembre 2013 par José Quintana Viar avec 97 voix favorables.
- Francico Granados (PP) est remplacé en avril 2014 par Íñigo Henríquez de Luna avec 64 voix favorables.
- Maru Menéndez (PSOE) est remplacée en février 2015 par Encarnación Moya avec 108 voix favorables.